# Cathédrale Sainte-Marie-et-Sainte-Anne de Cork
La cathédrale Sainte-Marie-et-Sainte-Anne de Cork, localement appelée North Chapel (« chapelle nord ») est une cathédrale catholique irlandaise, celle du diocèse de Cork et Ross.

## Situation
Elle est située dans un des quartiers les plus anciens de Cork, à l’extrémité de Shandon Street, dominant la plaine de Blackpool (plain of Blackpool). Par rapport à la cathédrale historique du diocèse, elle est de l’autre côté de la rivière.
La carte de John Roque de 1759 montre l’église construite en 1730, au même emplacement. L’accès à cette église et à la première cathédrale se fait par l’actuelle Cathedral Street, à l’époque Rogerson's Lane.

## Histoire

### Avant la Réforme
La paroisse ecclésiastique Sainte-Marie — qui couvre les banlieues nord de la ville — est attestée de longue date, avec une première église en 1306, l’église de Shandon « St. Mary, Schendona ».
La cathédrale historique du diocèse est la cathédrale Saint-Finbarr. Elle est confisquée lors de la Réforme anglaise, au profit de l’Église d’Irlande — dont elle est toujours le siège.

### Premières églises
Une première église après-Réforme est construite sur le site en 1624, alors que William Tirry est évêque (1623 – 1646). On ne connait pas sa localisation précise, probablement sur Coppinger's Lane au niveau de la place Sainte-Rita. Elle est décrite en 1635[réf. nécessaire] comme « une église paroissiale des banlieues nord », bien qu’on y fasse également référence[réf. nécessaire] comme d’une église de baptême.
Elle est abandonnée durant les Guerres confédérées irlandaises au profit de célébrations privées, attestées en 1644[réf. nécessaire] au coin nord de Prayer Hill Field dans l’ouest de Knocknacullen.
Une deuxième église est construite par Donagh MacCarthy (futur évêque, de 1712 à 1726) dans les années 1700, qui a laissé le nom de la voie Old Chapel Lane ; elle deviendra rapidement école, à l’érection de la troisième église du site.
Thadeus MacCarthy (Tadhg Mac Cárthaigh Rabach, évêque de 1727 à 1747) fait construire une nouvelle petite église entre 1730 (première pierre) et 1731 (elle est mentionnée celle année-là dans le Report on the state of Popery, 1731, un rapport sur l’état des édifices religieux, comme un « large est somptueux édifice pour les messes »), et cela malgré les lois pénales irlandaises. Elle est connue sous le nom de « chapelle de l’évêque » (« Bishop's Chapel »).

### Cathédrale de 1808
La cathédrale est construite dans un contexte de reprise de pouvoir de l’Église catholique dans les territoires anglicans. Les Christian Brothers (en) ouvrent leurs premières écoles à Cork ; Daniel O'Connell pose les bases de l’émancipation des catholiques. Les lois pénales perdaient de l’importance rapidement, et les catholiques de Cork étaient confiants en ce que les problèmes de religion se résolvent rapidement. Le chanoine T. J. Walsh dira « C’était un défi symbolique aux lois pénales mourantes. »
Construction
La cathédrale tient à la volonté de l’évêque Francis Moylan (évêque de 1786 à 1815).
La première pierre est posée dans le mur nord de l’édifice en 1799 — cette date est inscrite sur le bénitier, sous le porche principal dans le bras sud du transept.
L’église était construite selon un plan en croix latine, en utilisant une combinaison de grès et de pierre calcaire, comme souvent en cette période. C’est l’un des premiers exemples d’architecture néogothique dans le pays, mais l’architecte qui en est à l’origine demeure inconnu (plusieurs hypothèses existent, dont Francis Johnson et Richard Morrison).
Architecture
Elle avait « une nef et des collatéraux, avec un autel dans chacun d’entre eux, ainsi qu’un transept avec de grands triforiums au-dessus des collatéraux — mais pas du transept ou près de l’autel. ». La nef mesurait 33 mètres de long sur 13 (109 pieds sur 42). Au total, avec les collatéraux, on comptait 19 mètres (62 pieds), et le transept en faisait 27,5 de long (90 pieds).
Elle a des fenêtres de l’étage en lancette et les baies du rez-de-chaussée — fenêtres et portes — en arc brisé à tiers-point, supportées par des piliers de colonnes trifoliées peints en imitation de jaspe et porphyre en bandes vrillées. Aucune description du toit n’a été faite. On suppose cependant que la tracerie date d’après 1820.
Décoration
L’église possédait une abside « hautement ornementée avec de riches chapiteaux, des colonnes cannelées, des moulures et une figure de l’Esprit-Saint » qui étaient dorés, argentés, ou peints pour imiter du lapis lazuli ou autres matériaux. C’est probablement la raison qui fait que le style de l’église était connu des artisans de Cork comme du « gothique de charpentier[réf. nécessaire] ».
L’un des éléments importants du sanctuaire était un tabernacle, de onze pieds de haut, décrit comme le premier de son type en Irlande. Le travail sur le bois sculpté et doré est réalisé à Lisbonne par un artisan italien, pour 600 £. Le retable, peint par un maître de Rome, représente Marie avec l’Enfant dans les bras.
Sacrement
La future cathédrale est ouverte en tant qu’église paroissiale des quartiers nord, d’où son nom de North Chapel. Elle est finalement consacrée le 22 août 1808 — soit neuf ans après le début du projet — aux saintes Marie et Anne, afin de réunir la paroisse ecclésiastique de Sainte-Marie avec la paroisse civile dite « de Sainte-Anne ».
L’archevêque de Cashel et Dublin participe à la cérémonie, accompagné de sept évêques, dont le Dr John Milner (en) (1752 † 1826), vicaire apostolique et personnage important de l’émancipation des catholiques. Sont chantés entre autres Veni Creator Spiritus, l’Ave Maris Stella et le Te Deum. Le prêcheur Florence McCarthy choisit comme texte « C’est ici la maison de Dieu, c’est ici la porte des cieux !»
Le premier prêtre à être ordonné dans la cathédrale est John England (en), le 10 octobre 1809.

### Incendie de 1820
La cathédrale est en grande partie détruite par le feu le 3 juin 1820. Les tensions entre catholiques et anglicans montant graduellement, avec l’émancipation des catholiques et la fin définitive des lois pénales, c’est probablement un incendie criminel à mettre sur le compte de la querelle religieuse.
Mgr Sexton exprimera d’ailleurs : « Les prêtres de la cathédrale ont eu des difficultés à empêcher les catholiques de brûler l’église protestante Shandon voisine ».
En l’absence de pompiers municipaux, l’édifice aurait pu être totalement détruit et le feu se propager au quartier. Néanmoins, les fabriques de whisky voisines — de Messrs. Hewitt, distillers, Watercourse Road, et Messrs. Wise, distillers, North Mall. — possédaient des instruments de lutte contre le feu. Un avis des paroissiens les remercie pour leur aide.
L’information est ajoutée que les dommages de la cathédrale sont estimés à 2 000 pounds. Très peu d’éléments de l’intérieur du bâtiment restent : l’autel, le tabernacle, le sanctuaire et la l’image de la Vierge sont détruits après à peine douze années d’existence de l’église. Il faut refaire autant l’intérieur que l’extérieur.

### Reconstruction en 1828
Le projet choisi pour la reconstruction est celui de George Richard Pain (1793 † 1838), arrivé dans la ville en 1818, et qui — avec son frère James — a également dessiné le château de Blackrock, le palais de justice et l’église de la Sainte-Trinité (Holy Trinity Church). Il consiste en une reconstruction dans un style gothique flamboyant, avec plusieurs chapelles à l’est du chœur et une claire-voie.
Architecture
Il supprime les galeries des collatéraux, et les remplace par une grande galerie du côté ouest, de nos jours utilisée par le chœur et l’orgue.
On trouve de nombreuses figures sculptées sur les chapiteaux. Celle en tête des chapiteaux des douze colonnes de la nef sont assez énigmatiques : l’une représentant vraisemblablement un pape, trois des cardinaux, quatre des évêques, un moine, et trois sont des femmes ; la présence de ces dernières figures ne sont pas expliquées.
La cathédrale est agrandie : elle est mesurée en 1869 à 44 mètres (145 pieds). L’extension est probablement le chœur à l’est, pour un sanctuaire contenant un grand autel de marbre et une abside semi-circulaire.
Mobilier
Le sculpteur John Hogan (1800 – 1858), apprenti de l’architecte local Thomas Deane (en) (1792 † 1871), est choisi sur les recommandations de ce dernier par John Murphy pour réaliser différents éléments mobiliers.
Le grand autel de marbre est de lui, ainsi que les statues et le retable qui l’accompagnent. Pour ce dernier, il fait s’accorder la forme du « clocheton » avec la voûte de l’autel ; il fait également une « niche » de marbre pour le tabernacle, surmontée d’une croix. Enfin, il fait un bas-relief en bois reprenant La Cène de Léonard de Vinci, qui est placé devant l’autel.
Les stalles de chêne sculpté, la cathèdre canopée et le pupitre sont réalisés à cette période.
Église Saint-Patrick
L’extension de la paroisse du côté nord de la rivière Lee voit le besoin d’une deuxième église pour la paroisse. Le quartier nord-est de la ville n’a pas d’église paroissiale, et les gens vont à North Chapel pour la messe du dimanche. La zone a vu une remarquable croissance de logement résidentiels — la classe moyenne qui voulait quitter le centre-ville.
L’évêque John Murphy confie également le projet à George Richard Pain. La première messe publique dans l’église Saint-Patrick (St. Patrick's Church) est célébrée le 11 octobre 1836. L’évêque William Delany succède à l’évêque John Murphy en 1847, et l’une de ses premières actions est de faire de Saint-Patrick une église paroissiale. Ainsi, la paroisse de la cathédrale est divisée en deux.

### Développements entre 1862 et 1869
La cathédrale est améliorée dans les années 1870, alors que William Delany en est l’évêque.
Daniel Foley
Entre 1862 et 1867, le chanoine Daniel Foley tente la construction d’un clocher, côté ouest. En raison du manque de fonds, le chanoine tient personnellement les rôles de chef de chantier, maçon et ouvrier. Il tente également de nouvelles techniques de construction, qui rendent celle-ci impossible ; elle est arrêtée.
Le chanoine fait également construire un baptistère — de nos jours, la chapelle Notre-Dame — et une chapelle ardente. Une autre chapelle mortuaire sera construite, pour s’accommoder des pertes militaires et autres pour laquelle la première était trop petite ; il n’y a plus aujourd’hui de chapelle mortuaire dans la cathédrale.
William Delany
En 1868, l’évêque William Delany (1847 – 1886) présente de nouvelles modifications aux paroissiens. La proposition de changer la cathédrale  pour un site plus accessible a été abandonnée, en l’échange de la construction d’une passerelle près de l’Athénée (maintenant opéra), qui, pensait-on, « mettrait la cathédrale à son lieu présent à cinq minutes à pied de Patrick Street ! ».
Les efforts continus de restauration n’empêchent pas la cathédrale d’être décrite en 1869 comme « un édifice digne uniquement – en apparence externe au moins – d’une paroisse de campagne », avec comme seul intérêt sa tour : « un monument de la grande ardeur et de persévérance d'un humble prêtre qui cherchait en quelque sorte de sauver la cathédrale de l'obscurité ». Malheureusement, l’érection de la tour « tend à rendre la bassesse de l'église, édifice plus ostentatoire ».
John Benson
L’architecte ecclésiastique Sir John Benson est mandaté. Il se veut donner à Sainte-Marie « tous les éléments de largeur et hauteur, la massivité et la beauté de la construction et une élégante profusion d’ornements caractérisant une grande cathédrale. »
Il propose d’augmenter la longueur totale de l’église de 145 pieds à 236. La largeur au transept devait être 116,2 pieds, pour 62,2 pour la nef et ses collatéraux. Benson renforce également les contreforts, et est responsable de la porte ouest, qui selon son plan devait dépasser la ligne de la grille existante qui devait être supprimée. Son plan prévoyait aussi une imposant porte au transept sud. Pour terminer la cathédrale, Benson prévoyait d’ajouter une flèche à la tour du chanoine Foley et d’y installer des cloches, pour concurrencer les mélodies de l’église de Shandon.
Richard Evans
Au début de juillet 1869, une partie du travail est fait par Richard Evans (qui a construit les églises paroissiales de Crosshaven et de Enniskeane). Les contreforts ont été reconstruits, les parapets et de petites flèches ajoutés. Cependant, à la place de la flèche proposée, quatre pinacles sont ajoutés à la tour. Les cloches sont installées en 1870.

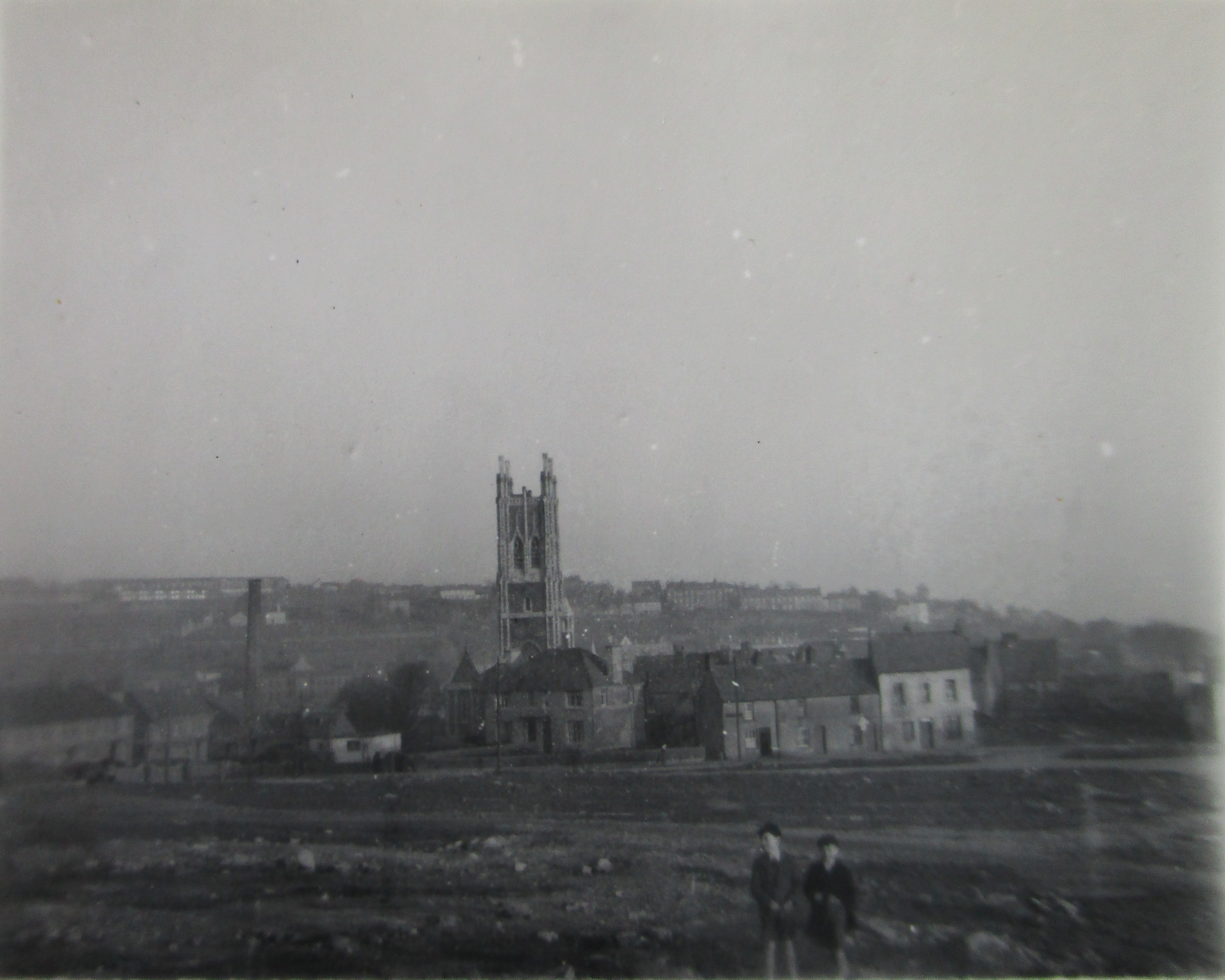
La cathédrale Sainte-Marie-et-Sainte-Anne de Cork en 1950.

### Extension de 1964
En 1964, l’évêque Cornelius Lucey (en) relance des travaux d’extension. Au cours du siècle, les travaux prévus n’ont jamais été réalisés, alors même que la communauté servie par la cathédrale a grandi.
Extension
Il réalise une extension du bâtiment de 21 mètres (70 pieds). La place supplémentaire permettra d’agrandir le sanctuaire, et d’inclure de nouvelles salles, dont une sacristie et  une chapelle ardente. Le sous-sol sera un complexe de salles destinées aux confréries et autres corps de la paroisse.
L’extension est faite de dalles de béton préfabriqué imitant le grès du bâtiment originel, et d’un parement de pierre calcaire. Son toit est construit en béton armé, et s’élève jusqu’à 24 mètres de haut (80 pieds), en formant une sorte de tour. De l’intérieur, le plafond nu forme des voûtes d’arête quadripartites.
Trois vitraux sont présents dans l’église côté est, pour augmenter la luminosité du sanctuaire ; celui du centre, derrière le chœur, représente le Christ crucifié. À l’exception de ceux-ci, tous les vitraux ont des motifs géométriques simples formant une croix.
Existant
Le sanctuaire devient une estrade, avec un revêtement de bois. Le retable de marbre est placé dans le chœur, mais c’est autour d’un autel de chêne — accordé avec un lutrin du même matériau — que se font les célébrations. Un nouveau confessionnal est également présent.
La galerie principale — à laquelle on accède par un escalier en colimaçon situé au-dessus du porche occidental — dessus de la porte ouest est réorganisée pour accueillir l’orgue. Toute la toiture de la cathédrale est restaurée. Un nouveau système de chauffage est installé, de nouveaux sièges ajoutés, ainsi qu’un éclairage à base de tubes néons disposés en forme de cônes. Les stations du chemin de Croix sont refaites.
Le mémorial réalisé par Peter Turnerelli à Mgr Francis Moylan est déplacé dans la chapelle liturgique, celui dédié à l’évêque John Murphy dans la chapelle mortuaire, et celui de l’évêque William Delaney est remis à sa place sur le côté de la cour de l’église (alors qu’il avait été placé en son centre) pour faciliter le stationnement des paroissiens et la circulation pendant les funérailles.
Pertes
Certains éléments historiques disparaissent : la première pierre, datant de l’église de 1730, est emplâtrée ; une plaque funéraire dédiée à l’abbé John England et exécutée par John Hogan est également retirée.

### Rénovation entre 1994 et 1996
Dans une lettre paroissiale d’août 1994[réf. nécessaire], les prêtres de la paroisses annoncent des nouvelles alarmistes. Le 12 décembre 1994, l’évêque Murphy s’adresse aux paroissiens pour leur annoncer de grands travaux dans la cathédrale. Révélés par de fortes pluies à la fin de l’année 1993, ceux-ci ont pour cause des problèmes d’infiltration d’eau, de pourriture des matériaux de construction et la présence de vrillettes, des insectes xylophages. Des consolidations rapides ont été faites sous le plafond, mais des réparations majeures sont à prévoir.
L’intérieur de l’église va être refait et réaménagé en même temps. L’architecte responsable des travaux est Richard Hurley, du cabinet Richard Hurley & Associates Architects, spécialiste des édifices ecclésiastiques, aidé de l’architecte local Alexander White.
L’entreprise locale O'Sheas & Co se charge des travaux — elle a déjà réparé de nombreuses églises, dont celle du Christ-Roi, avait déjà fait l’extension de la cathédrale en 1984, et se chargera quelques années plus tard de la cathédrale Saint-Finbarr.
Travaux extérieurs (1995)
La première phase des travaux commence à l’été 1995. Les poutres en bois pourri sont traitées et recalées contre la maçonnerie ; une nouvelle charpente est faite et recouverte d’ardoise. Le stationnement est refait, avec un aménagement paysager plus travaillé. La cathédrale doit être solennelle et évoquer la présence de l’évêque ; la façade a été nettoyée et restaurée. Deux matériaux de finitions ont été utilisés : la pierre et le bois[réf. nécessaire]. L’extension de 1964 est totalement rénovée.
La tour est complètement rénovée, posant de nombreuses difficultés. Les ouvriers sont obligés de travailler sur des échafaudages montant à 50 mètres du sol (160 pieds). Les quatre pinacles étaient en mauvais état, l’un d’entre eux si dégradé qu’il a fallu le restaurer au sol avant de le redresser.
Travaux intérieurs (1996)
En 1996, les travaux intérieurs commencent. La décision est prise de fermer la cathédrale par l’évêque pour trois raisons : la sécurité des paroissiens, la rapidité des travaux et l’économie financière (environ 500 000 £). Les prêtres de la paroisse célèbrent la messe dans la chapelle Saint-Vincent du couvent et dans celle du North Presentation Junior School & Convent. Les paroisses voisines s’occupent des funérailles et des baptêmes.
La chaire de l’évêque, les stalles, l’ancien pupitre, l’ancien autel et son retable, les fonts baptismaux, le mémorial au bienheureux Thadeaus McCarthy, les sculptures de Hogan, avaient tous l’obligation de rester sur les lieux ; ils sont restaurés et trouvent une nouvelle place dans le plan. Les peintures et les plâtres ont été retirés, révélant la beauté de la pierre et du bois. Particulièrement, les fines colonnes de bois dans la nef sont révélées. L’église est remise aux normes. L’éclairage de la cathédrale est complètement remplacé ainsi que ses raccords. Un nouveau système de sonorisation est également installé.
Le travail de l’architecte a été de réaliser un espace dans lequel les spectateurs s’impliquent. Ils doivent interagir l’un avec l’autre et avec le célébrant. Depuis Vatican II, l’espace intérieur de la cathédrale ne doit plus être ressenti comme statique, mais comme dynamique.
Sanctuaire
Un nouveau sanctuaire est mis en place, avec une finition en pierre calcaire blanche qui s’accommode avec toutes les cérémonies religieuses. Une nouvelle estrade en bois massif et en calcaire du Portugal pave la zone du sanctuaire.
L’autel, en pierre de Portland (venue du sud de l’Angleterre), est sculpté par Thomas Glendon. Il pèse six tonnes, et a été dessiné par l’architecte, Richard Hurley. Il a coûté à lui seul 16 000 £, en faisant la pièce la plus chère de la cathédrale rénovée. Il est pensé comme définissant à lui seul l’espace de la cathédrale et la place de la messe ; il devait être entouré de trois côtés, à la suite demandes du concile Vatican II (1862 – 1865). « Il les lie ensemble — il est à la fois le point de rassemblement et de rayonnement de la cathédrale. »
Espaces secondaires
L’entrée principale à l’ouest se fait sur la zone des baptêmes, afin de rappeler l’entrée dans la Communauté de l’Église. Le sol est creusé pour accueillir la cuve semi-enterrée, pensée pour les baptêmes par immersion. Les fonts baptismaux de 200 ans sont placés en son centre, sur un sol de calcaire portugais et irlandais.
Une nouvelle chapelle du Saint-Sacrement pour la dévotion privée est construite à la droite du sanctuaire. Cette chapelle est construite sur le site d’une ancienne sacristie. On y entre par un arc à triple point inspiré du style néogothique. Des marches en pierre calcaire du Portugal conduisent à plancher d’érable. Les vitraux de James Scanlan (en) illuminent le tabernacle en argent massif et émail, confectionné par Peter Donovan sur un socle de pierre de Portland. L’Arbre de Vie sculpté à sa base est de Thomas Glendon.
L’ancien baptistère est restauré en chapelle dédiée à Notre-Dame, et un evangelarium (lieu de présentation de l’évangéliaire) est aménagé.
Réouverture et prix
La cathédrale est rouverte et une nouvelle fois consacrée le 29 septembre 1996 par l’évêque Michael Murphy, qui mourra la semaine suivante. Prévus pour coûter 1,5 à 2 millions de livres irlandaise, les travaux coûteront au total 2,5 millions, soit 3 175 000 €.
Le cabinet d’architecte Richard Hurley & Associates Architects est récompensé du prix régional pour un architecte (RIAI Regional Award for architect) en septembre 1997, distribué par l’Institut Royal des Architectes d’Irlande (Royal Institute of Architects of Ireland), pour son travail sur cette cathédrale. Deux éléments ont été particulièrement salués dans le projet : la restauration de l’édifice et l’intégration de la liturgie, « la cathédrale étant à la fois symbole et signe ».

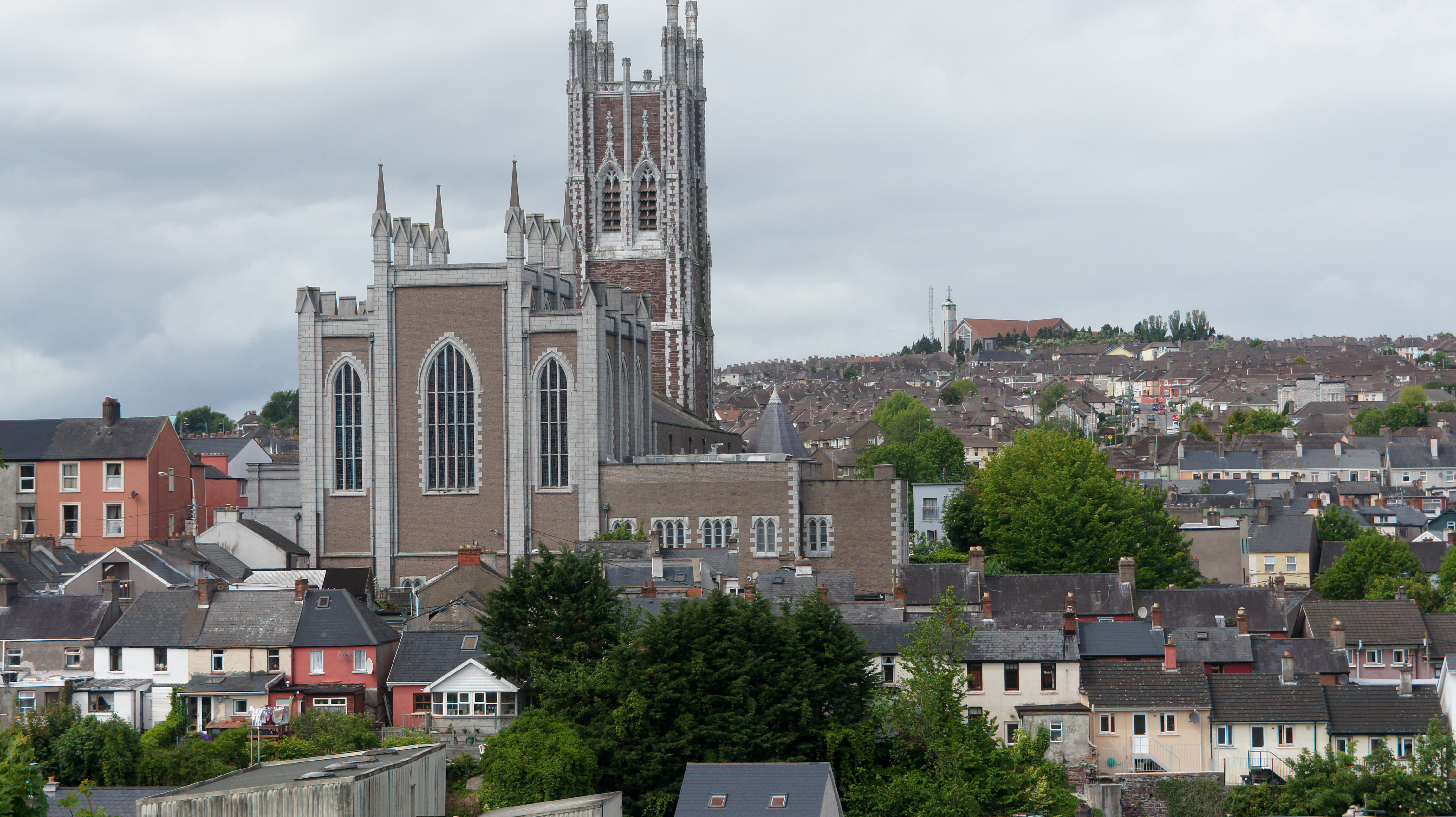
La cathédrale Sainte-Marie-et-Sainte-Anne de Cork en 2011.

### Célébrations après 1999
En 1999, la cathédrale entièrement restaurée est pour la première fois le lieu de retransmissions télévisuelles des fêtes de Pâques, sur le réseau de diffusion national d’Irlande RTE.
Le 23 octobre 1999, les funérailles de Jack Lynch — premières funérailles nationales à Cork —  sont faites dans la cathédrale. Elle se terminent par une longue procession jusqu’au cimetière de Finbarr, le cercueil porté par 24 soldats.
En 2008 prennent place des célébrations à l’occasion du bicentenaire de la cathédrale.

## Éléments bâtis

### Tour
Elle est haute de 45 mètres (152 pieds), et dépasse donc de peu la tour de sa voisine l’église Sainte-Anne de Shandon. Celle-ci parait cependant plus haute, de par sa situation dominante sur la ville.
Le premier projet d’une tour ouest de l’église est celui du chanoine Daniel Foley, au début des années 1860. Les fonds étant limités, ce dernier fait des économies sur la méthode de construction, taillant les pierres de revêtement de manière à leur faire couvrir plus d’espace. La pierre s’écrasant, la construction doit être interrompue sans avoir été menée jusqu’à son terme. Quelques vers traditionnels commémorent la tentative du chanoine :

« Southward on us fondly gazing, through its Gothic windowed eyes, is the massive tower raising its new structure to the skies. Lofty monument revealing preserving strength of will in the priest whose loud appealing placed it standing on the hill. »

— [réf. nécessaire]
Sir John Benson reprend le travail en 1869. Dans son projet, il prévoit l’ajout d’une flèche, pour placer le sommet à 85 mètres (280 pieds). Les travaux sont réalisés par R. Evans, mais la flèche n’est pas construite. À la place, quatre pinacles sont ajoutés à la tour. Elle est réhabilitée en 1995.

### Crypte
La cathédrale possède une crypte, qui était utilisée entre 1810 et 1876 pour des inhumations. Lors des restaurations de 1960, les personnes enterrées ont été transférées au cimetière de Saint-Finbarr, et une plaque reprenant leurs noms a été ajoutée à l’extérieur de la chapelle mortuaire :
- Mary P. Fitzgerald, fondatrice du couvent North Presentation Convent († 1810)
- Robert McCarthy VG († 1814)
- Francis Moylan, évêque de Cork († 1815)
- John McDonogh, C.C. († 1816)
- James Mahony, P.P. († 1817)
- John Murphy, C.C. († 1829)
- John Murphy, évêque de Cork († 1847)
- William Clancy, évêque d’Ortense († 1847)
- Cornelius O’Keeffe, P.P. († 1876)
- Daniel Foley, « Par les efforts inlassables de qui la cathédrale a été agrandie et la tour construite[19] » († 1875)

## Mobilier

### Éléments duXIXesiècle
Les stalles de chêne sculpté, la cathèdre canopée et le pupitre sont des mobiliers du XIXe siècle.
À l’origine, les stalles et la cathèdre étaient surmontées de figures d’anges sculptées, dont seuls quatre sont encore présents. Vu les rainures à l’arrière de ces figures, il est probable qu’elles aient été utilisées comme des porte-chandelles. Les stalles sont finement sculptées. Sous les bancs, des miséricordes permettaient aux moines de s’appuyer.
Le pupitre est hexagonal. Il tenait sur une colonne étroite, lui donnant une forme de verre à vin. Au-dessus, un auvent décoré avec des anges — comme celui de la cathèdre. Une caisse de résonance est présente, pour amplifier la voix du prêcheur. Le corps hexagonal du pupitre représente des scènes de l’Annonciation, de la Nativité, de la fuite en Égypte, de la Crucifixion et de l’Assomption.
Les artisans qui ont exécuté les stalles, la cathèdre ou le pupitre sont inconnus. Ils sont peut-être l’œuvre de Goyers de Louvain, qui a fait un travail proche pour l’église Saint-Pierre-et-Saint-Paul, ou de l’entreprise Peter Dee and Sons de Cork, qui avait acquis une certaine notoriété à la fin de XVIIIe siècle et qui a également sculpté le confessionnal de l’église.

### Retable et statues de John Hogan
Le retable de marbre d’après l’incendie de 1820 est réalisé par le sculpteur John Hogan (1800 † 1858). La décoration est extravagante, et il est prévu pour s’accompagner d’un vaste statuaire de 27 statues à placer dans les niches.
Il représente principalement les quatre Évangélistes et les anges de l’Apocalypse.
Un tabernacle doré est présent en son centre, reprenant des motifs végétaux et dominé par un pélican nourrissant ses petits. D’un côté et de l’autre se trouvent les symboles de la passion : à gauche, présenté par deux anges, le marteau, la croix, la lance du centurion et l’éponge ; à droite, le pilier, le calice, la tunique et les dés.
Dominant l’autel, deux anges avec des trompettes symbolisent la Résurrection.

Des fleurs de la passion (symbolisant la Passion du Christ) sont gravées sur l’autel et du muguet et des hibiscus symbolisent Marie.
Lors de la restauration de 1960, les 40 statues d’anges et des apôtres sculptées pour accompagner son grand autel et le retable sont stockées dans la crypte. On les redécouvre dans la réhabilitation des années 1990. Avant d’être réintégrées dans la décoration de la cathédrale, elles sont présentées en exposition à la galerie Crawford, en décembre 1995.

### Cloches
Il y a neuf cloches dans la tour, accrochées sur deux niveaux, qui ont été installées en 1870. La plus aigüe, la 5, la 6, la 7 et la ténor sont dans le niveau bas, la 2, la 2bis, la 3 et la 4 en haut. Elles n’ont pas été sonnées manuellement depuis longtemps, et sont aujourd’hui contrôlées électroniquement depuis l’ancienne salle des cloches.
Un poème local leur a été écrit à l’occasion à leur introduction dans Sainte-Marie, :

« Ring out the Lee, whose source Finbar
Hath blessed, stops upon its way

To hear those melodies which are
By his successor waked to-day

To hear those mellow numbers fall, 
Weaving in air their solemn spells,

After oppression's iron thrall, 
To hear the Cork Cathedral Bells. »

— IVe partie du poème, Révérant M. B. Buckley, Diary of a Tour in America

### Orgue
L’orgue, de marque allemande, a été acheté en 1924.
Il est arrivé par bateau à Cork, en pièces détachées, et a été monté par le fabricant allemand dans un hangar spécialement construit pour l’occasion, dans la cour de l’église.
Il est d’abord mis dans la chapelle liturgique, avant d’être déplacé en 1964 dans la galerie où il est actuellement.